# Quinten Hermans
Quinten Hermans (Antuérpia, Bélgica, 29 de julho de 1995) é um ciclista belga que desde 2023 corre para a equipa Alpecin-Deceuninck de categoria UCI WorldTeam.

## Biografia
a 13 de outubro de 2021 ganhou a segunda rodada da Copa do Mundo de Ciclocross em Fayetteville.
Uniu-se ao Alpecin-Deceuninck a partir de 2023 por três temporadas.

## Palmarés
- 2018
  - 1 etapa do Tour de Alta Áustria
  - 1 etapa do Tour de Valônia

- 2019
  - Flèche du Sud, mais 3 etapas

- 2022
  - 1 etapa da Volta à Bélgica

## Resultados

### Grandes Voltas
Durante a sua carreira desportiva tem conseguido os seguintes postos nas Grandes Voltas.
| Corrida | Corrida         | 2014 | 2015 | 2016 | 2017 | 2018 | 2019 | 2020 | 2021 | 2022 | 2023 |
| ------- | --------------- | ---- | ---- | ---- | ---- | ---- | ---- | ---- | ---- | ---- | ---- |
|         | Giro d'Italia   | —    | —    | —    | —    | —    | —    | —    | 43.º | —    | —    |
|         | Tour de France  | —    | —    | —    | —    | —    | —    | —    | —    | —    |      |
|         | Volta a Espanha | —    | —    | —    | —    | —    | —    | —    | —    | —    | —    |

### Clássicas e Campeonatos
| Corrida                   | Corrida                   | 2014 | 2015 | 2016 | 2017 | 2018 | 2019 | 2020 | 2021 | 2022 |
| ------------------------- | ------------------------- | ---- | ---- | ---- | ---- | ---- | ---- | ---- | ---- | ---- |
| Strade Bianche            | Strade Bianche            | —    | —    | —    | —    | —    | —    | Ab.  | —    | 54.º |
| Amstel Gold Race          | Amstel Gold Race          | —    | —    | —    | —    | —    | —    | X    | 20.º | —    |
| Flecha Valona             | Flecha Valona             | —    | —    | —    | —    | —    | —    | —    | 14.º | 61.º |
|                           | Liège-Bastogne-Liège      | —    | —    | —    | —    | —    | —    | —    | 36.º | 2.º  |
| Clássica de San Sebastián | Clássica de San Sebastián | —    | —    | —    | —    | —    | —    | X    | 73.º | —    |
| Cyclassics Hamburg        | Cyclassics Hamburg        | —    | —    | —    | —    | —    | —    | X    | X    | 3.º  |
| Bretagne Classic          | Bretagne Classic          | —    | —    | —    | —    | —    | —    | —    | Ab.  | —    |
|                           | Giro de Lombardia         | —    | —    | —    | —    | —    | —    | —    | —    | Ab.  |
| Mundial em Estrada        | Mundial em Estrada        | —    | —    | —    | —    | —    | —    | —    | —    | 34.º |
| Bélgica em Estrada        | Bélgica em Estrada        | —    | —    | —    | Ab.  | 18.º | 49.º | —    | —    | 42.º |

—: não participa

Ab.: abandono

## Equipas
- Telenet-Fidea (2014-2019)
- Wanty (2020-2022)
  - Circus-Wanty Gobert (2020)
  - Intermarché-Wanty-Gobert Matériaux (2021-2022)
- Alpecin-Deceuninck (2023-)